# 진저 베이커스 에어포스
진저 베이커스 에어포스(Ginger Baker's Air Force)는 드러머 진저 베이커가 이끄는 재즈 록 퓨전 슈퍼그룹이다.

## 음반 목록
- Ginger Baker's Air Force (1970)
- Ginger Baker's Air Force 2 (1970)